# Archibracon ruficeps
Archibracon ruficeps är en stekelart som först beskrevs av Szepligeti 1914.  Archibracon ruficeps ingår i släktet Archibracon och familjen bracksteklar. Inga underarter finns listade.